# A3 (motorväg, Schweiz)
A3 är en motorväg i Schweiz som går mellan Augst och Sargans. Motorvägen går via Zürich.